# Aleksander Altman (1878–1932)
Aleksander Altman (ros. Александр Альтман, ur. 16 lutego?/28 lutego 1878 w Sobolówce, zm. 14 września 1932 w Nemours) – francuski malarz pejzażysta pochodzenia żydowsko-ukraińskiego.

## Życiorys
Urodził się w ubogiej rodzinie żydowskiej, uczęszczał do religijnej szkoły (chederu). W wieku 11 lat opuścił dom rodzinny i zamieszkał w Odessie, gdzie utrzymywał się z pracy u krawca, szewca, ślusarza, został służącym w domu malarza Doroszenki, który zauważył talent młodzieńca i doradził mu naukę w tym kierunku. Altman w wieku 20 lat wyjechał do Wiednia, potem do Paryża, gdzie kształcił się od roku 1900 w Akademii Juliana. W roku 1908 zadebiutował w paryskich salonach malarstwa, Niezależnych (1910–1920), Tuilleries (1908) i Jesiennym (1908–1924), a także 1909 w salonie Władimira Izdebskiego w Odessie. W roku 1912 odbyła się wspólna wystawa dzieł Altmana z Dawidem Widhopffem i Naumem Aronsonem. 
Altman malował pejzaże Francji, także weduty, rzadziej martwe natury. Przez całe życie pozostał wierny stylowi impresjonizmu.

## Galeria

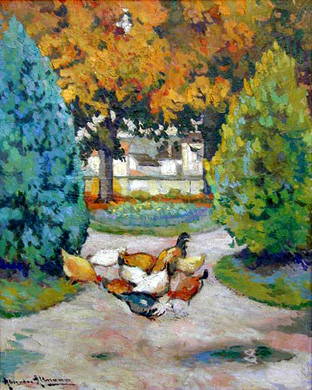
Drób
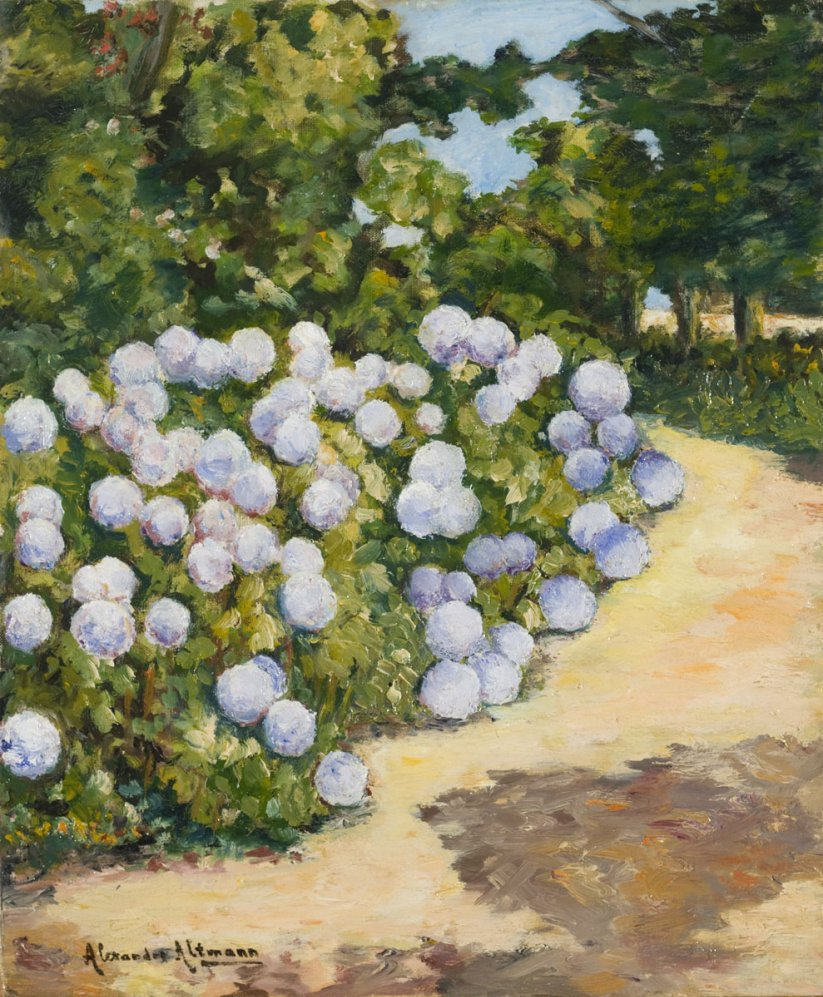
Krzew hortensji
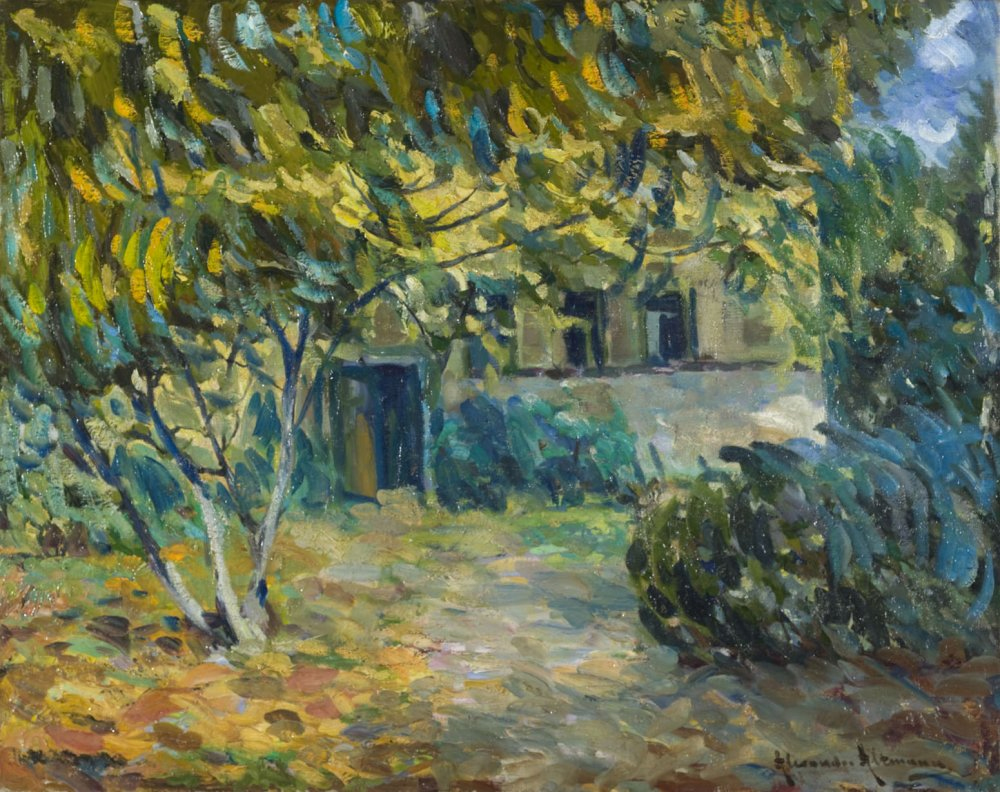
Dom w ogrodzie
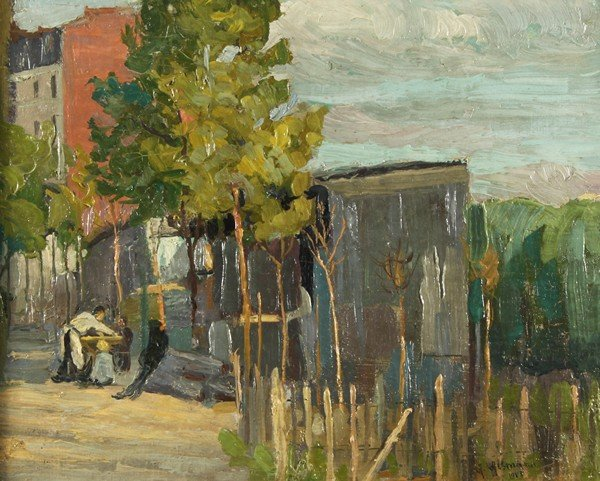
Montmartre 1908
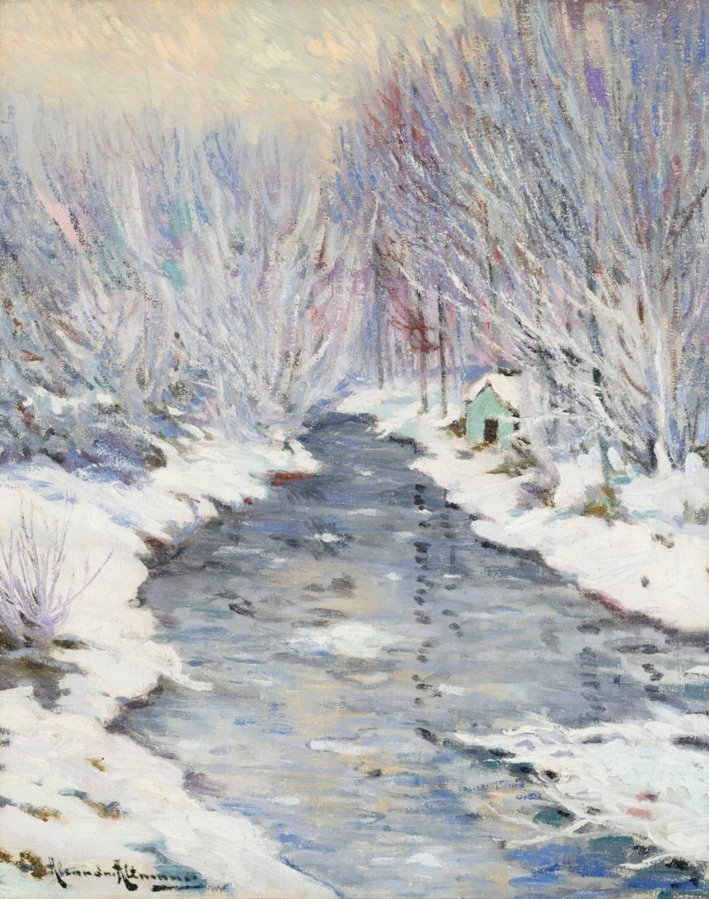
Pejzaż zimowy